# Livistona endauensis
Livistona endauensis är en enhjärtbladig växtart som beskrevs av John Dransfield och Khoon Meng Wong. Livistona endauensis ingår i släktet Livistona och familjen Arecaceae. Inga underarter finns listade i Catalogue of Life.